# Iž
Iž (deutsch Ese; italienisch: Eso) ist eine Insel des Archipels vor Zadar  in Kroatien. Es handelt sich um eine Insel in den Kornaten.

## Lage und Einwohner
Die knapp 17,6 km² große Insel liegt zwischen den Inseln Dugi Otok und Ugljan und ist etwa 10 km Luftlinie von Zadar entfernt. Die 12,3 km lange und 2,4 km breite Insel hat eine Küstenlänge von 35,2 km. Auf der Insel leben 615 Menschen in den beiden einzigen Ortschaften Mali Iž und Veli Iž. Die höchste Erhebung auf der hügeligen, von Macchie und Olivenbäumen bewachsenen Insel, ist der Berg Korinjak mit 168 m. 60 % der Insel sind bewaldet. Um die Insel liegen die elf unbewohnten kleinen Inseln Veli Otok, Mali Otok, Srednji, Glurović, Kudica, Fulija, Rutnjak, Knežak, Školjić, Školjić, Tomešnjak und Mrtovnjak.
Es bestehen mehrmals täglich Schiffsverbindungen mit Zadar. Eine Autofähre wird von der Jadrolinija nach Bršanj bedient. Die G&V Line Iadera steuert Mali und Veli Iž an.

## Geschichte
In der Gegend um Mali Iž wurden Funde aus prähistorischer Zeit entdeckt. Auch sind Reste von Bewachungsposten aus der Zeit der Illyrer erhalten geblieben. Im 10. Jahrhundert wird die Insel als Ez  erwähnt. Adlige aus Zadar waren im Mittelalter die Besitzer der Insel. Ende des 18. Jahrhunderts wurde die Ižer Werft gegründet und der Aufschwung nahm seinen Anfang. Lebten 1825 noch 620 Menschen auf der Insel, waren es 1900 schon 2129. Die ganze Insel war bewirtschaftet. Man erntete Wein, Oliven, Obst und Gemüse und betrieb Schafzucht. Nach 1890 arbeiteten viele Männer bei der Schifffahrtsgesellschaft Lloyd und befuhren die Weltmeere. Die Insel kam so zu einem bescheidenen Wohlstand. Gastarbeiter und Emigranten unterstützten die daheimgeblieben Verwandten. Die große Abwanderung fand erst nach dem Zweiten Weltkrieg statt. Viele Bewohner zog es in die Stadt oder sie wanderten nach Nord- und Südamerika oder Australien aus.
1969 wurde das Hotel Korinjak erbaut. Der Tourismus ist nach der Fischerei zum wichtigsten Erwerbszweig der Inselbewohner geworden. Auf Veli Iž wird noch das Töpferhandwerk betrieben.

## Inselwappen
| Inselwappen von Iž | Die Besonderheiten von Iž versinnbildlicht das Inselwappen: Auf dem Wappenkopf prangt ein Tontopf, der Veli Iž symbolisiert; das das Wappen einrahmende Fischernetz verkörpert Mali Iž und mittendrin steht in glagolitischen Lettern „Iž“ – ein Hinweis auf die starke Glagolismus-Tradition – erst 1975 starb hier der letzte glagolitische Priester. Ein Kulturgut der Insel sind die Töpferwaren aus Veli Iž, die sich vom Gebrauchsgegenstand mehr und mehr zum Souvenir gewandelt haben. |

## Galerie

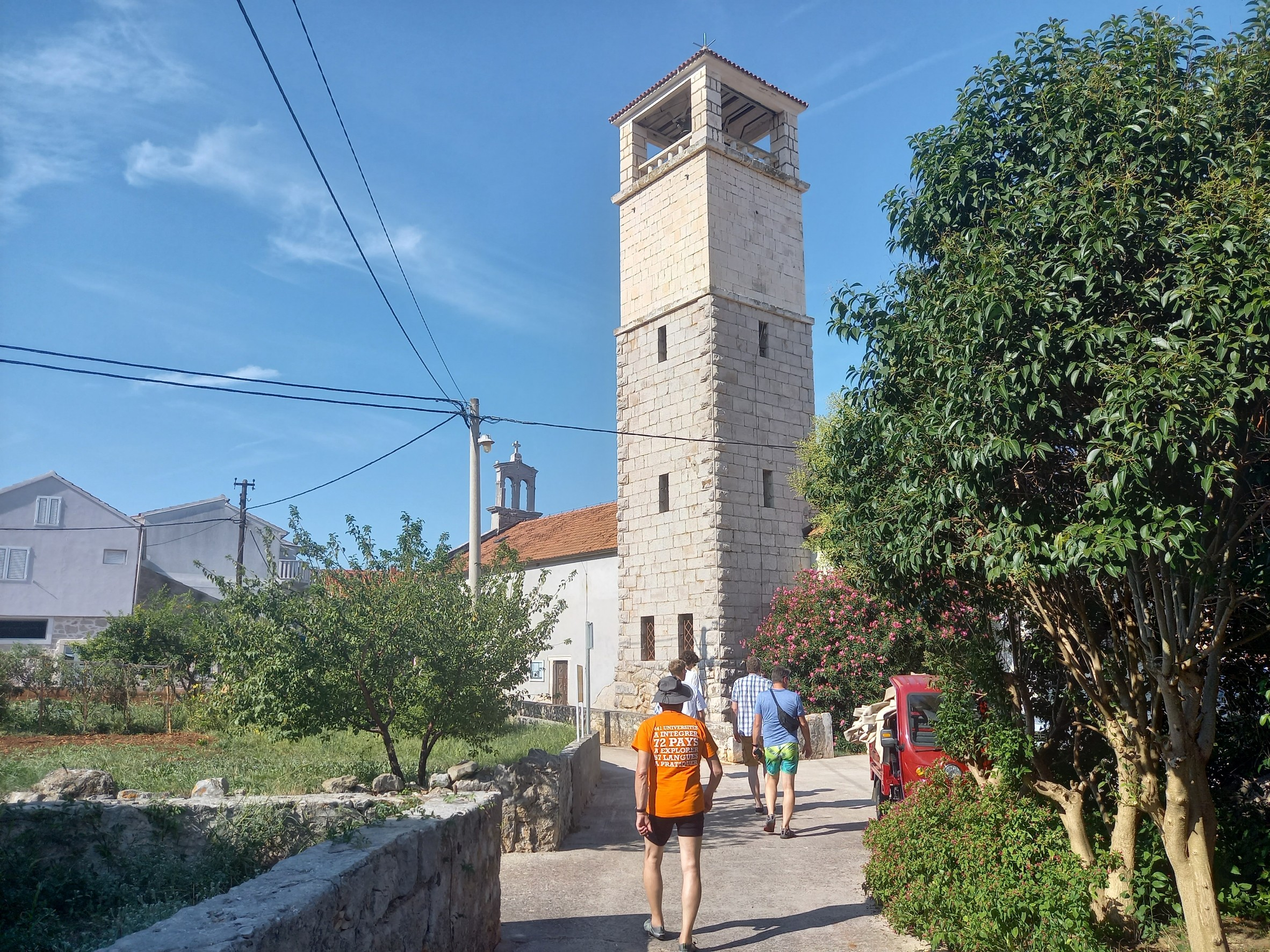
Kirche in Veli Iž
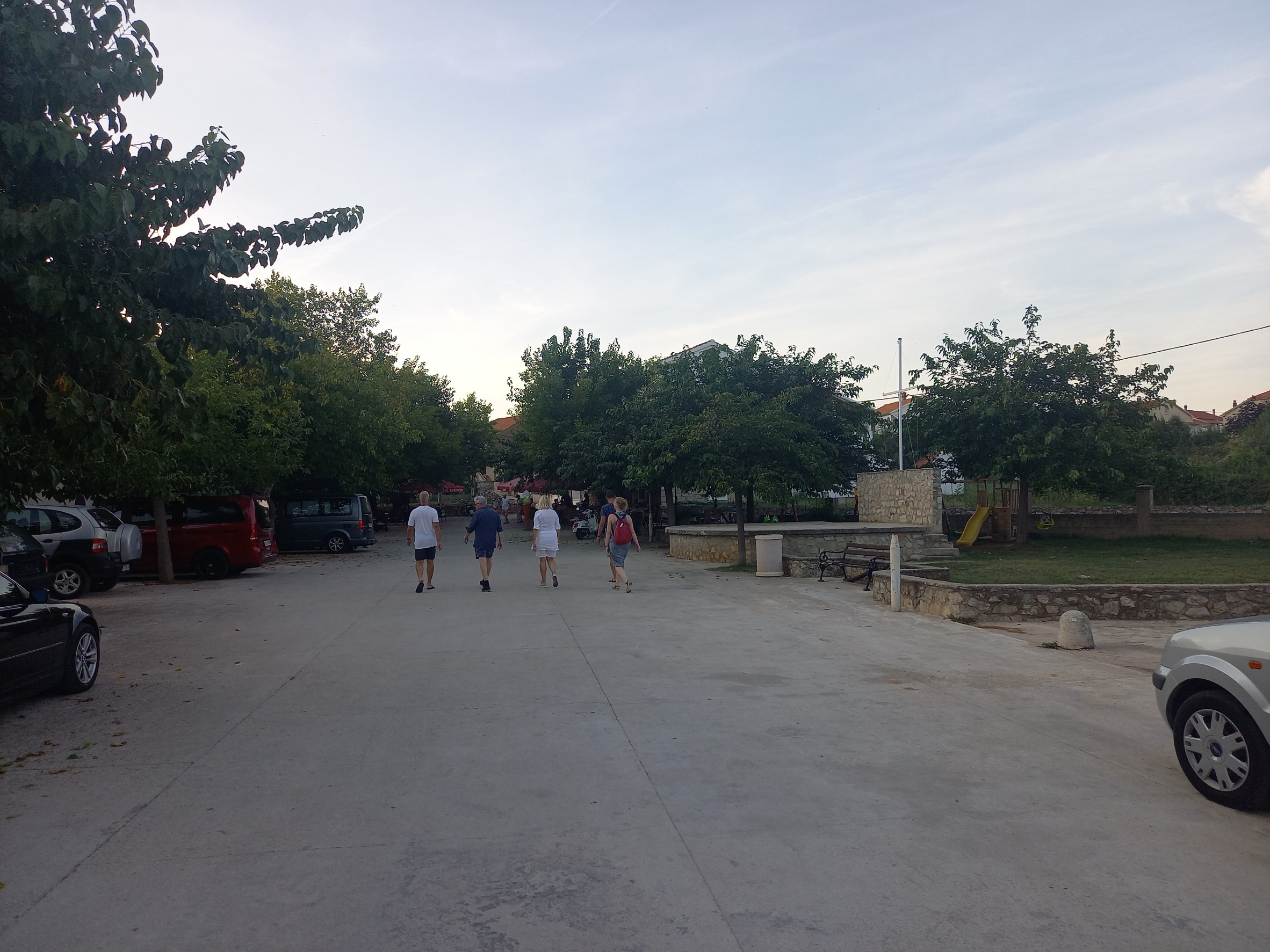
Promenade in Veli Iž
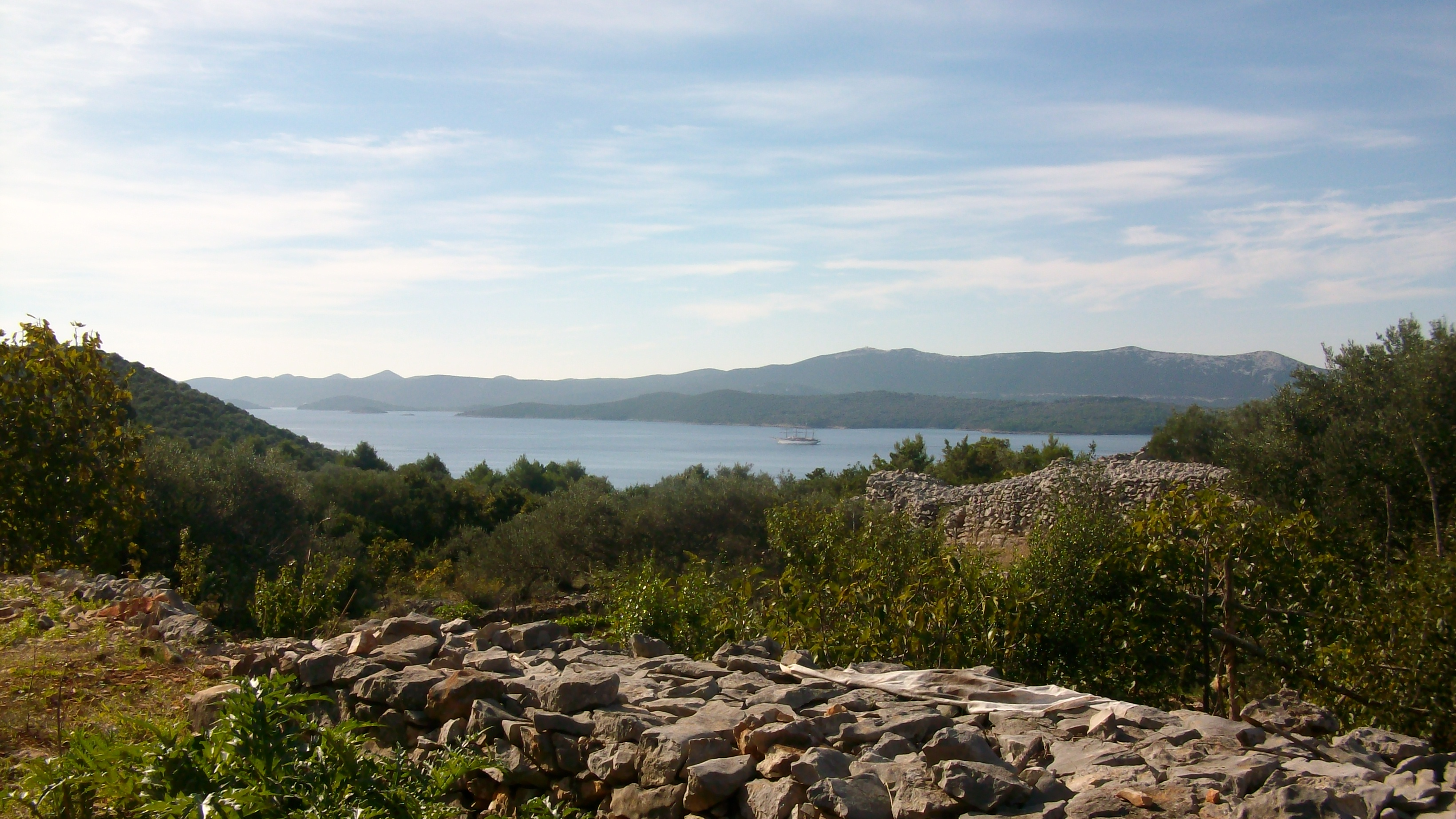
Iž, im Hintergrund Dugi Otok dazwischen Rava
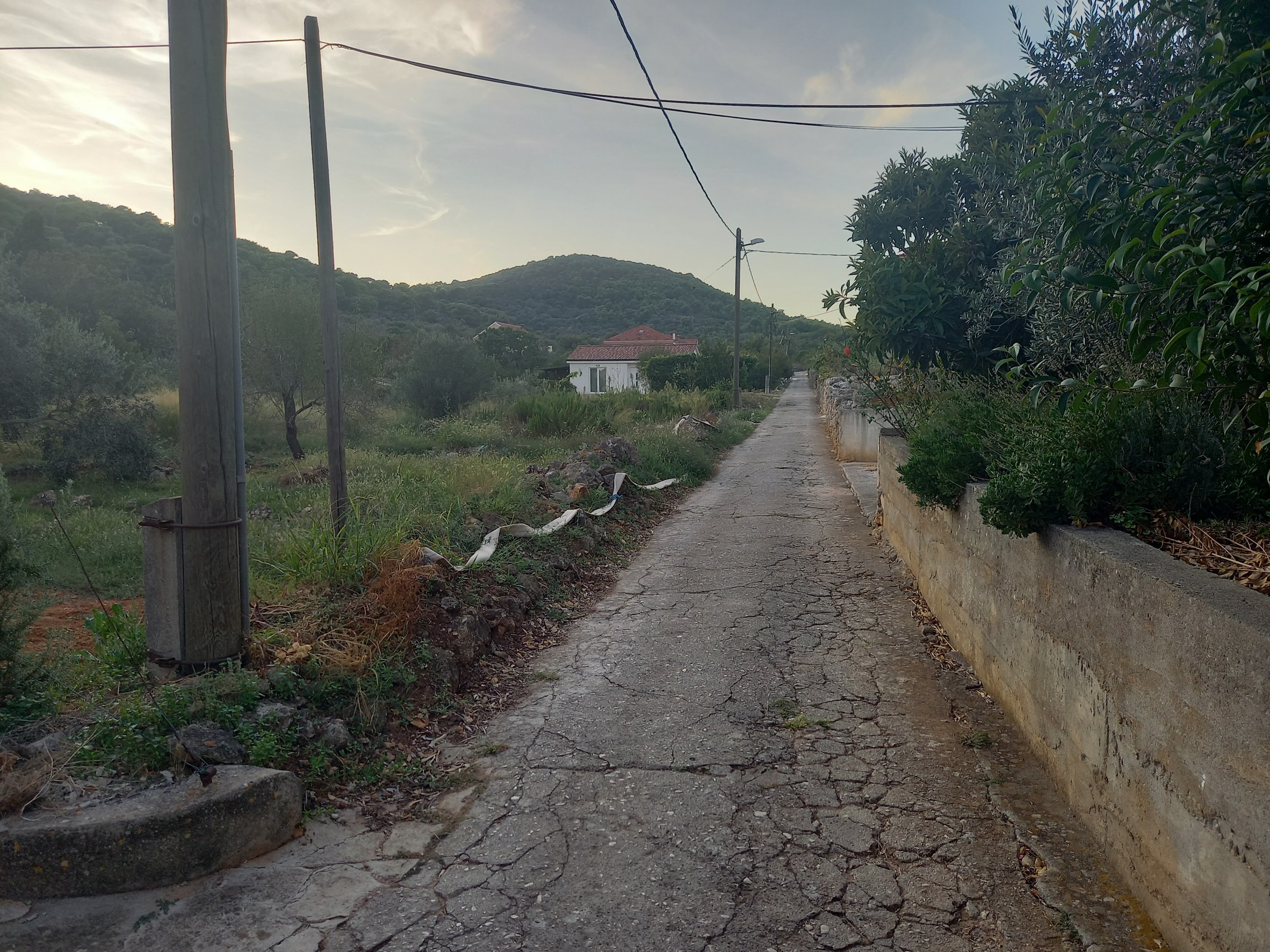
Weg von Veli Iž nach Nordwesten
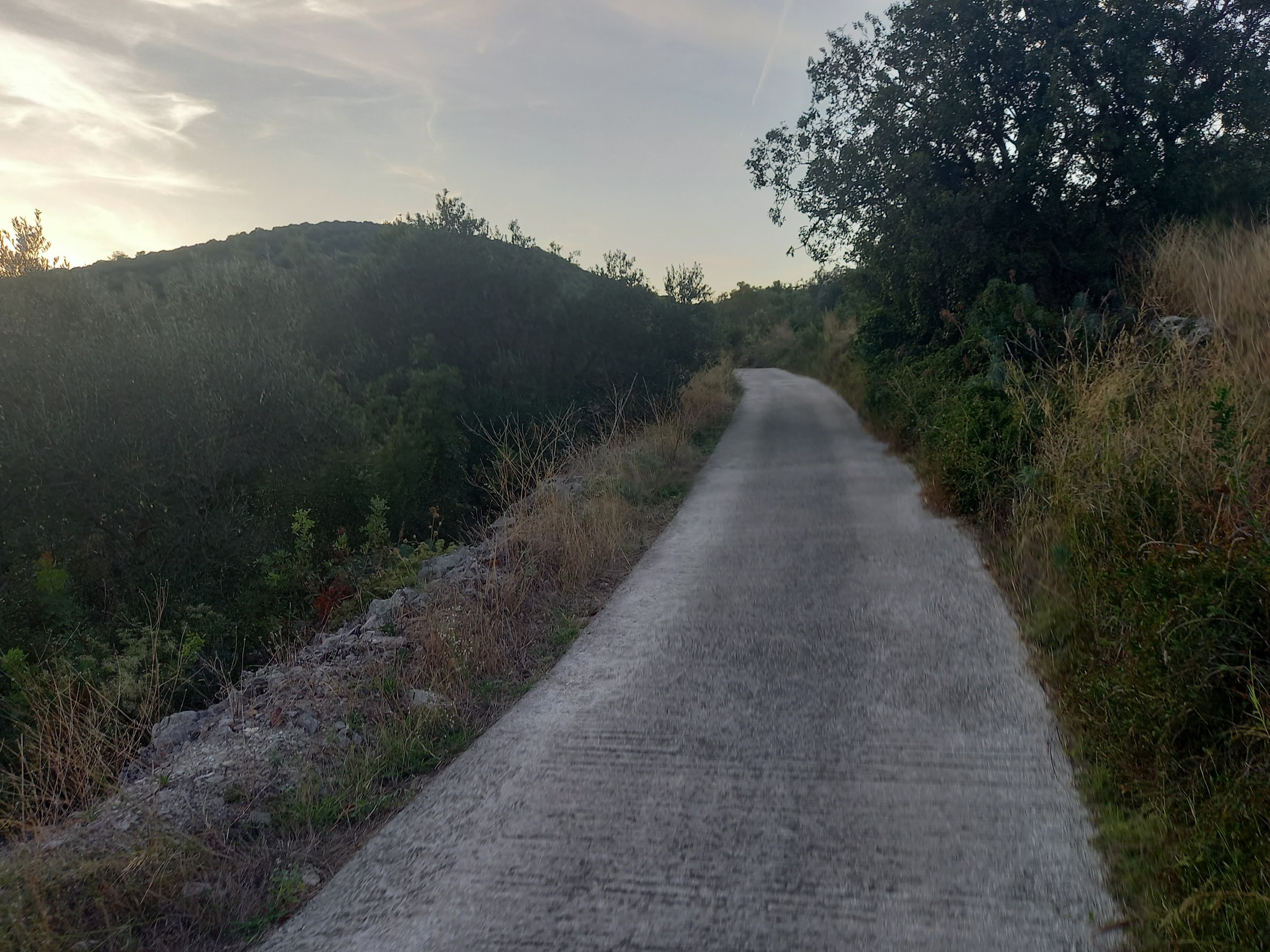
Blick auf den Korinjak (168 m)
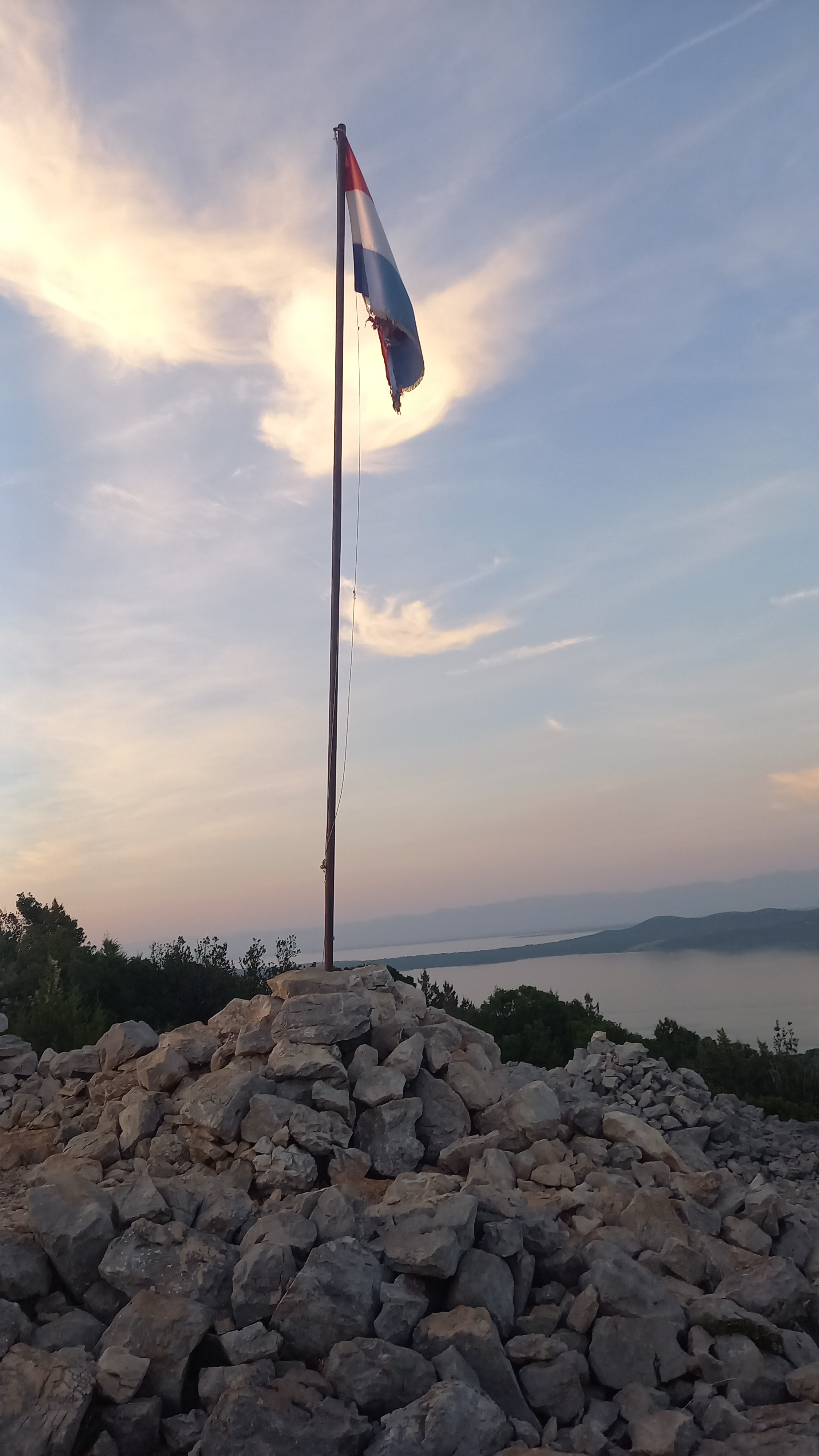
Gipfel des Korinjak (168 m), Iž